# رودريغ موندونغا
رودريغ موندونغا (بالفرنسية: Rodrigue Moundounga)‏ (28 أغسطس 1982 ليبرفيل الغابون - ) هو لاعب كرة قدم غابوني، يلعب كمدافع، شارك في كأس الأمم الأفريقية 2012.

## روابط خارجية
- رودريغ موندونغا على موقع الاتحاد الدولي (مؤرشف)  (الإنجليزية)
- رودريغ موندونغا على موقع قاعدة بيانات كرة القدم.إي يو (الإنجليزية)
- رودريغ موندونغا على موقع ناشيونال فوتبول تيمز (الإنجليزية)